# Mój świat bez ciebie
Mój świat bez ciebie – singiel zespołu Lady Pank pochodzący z albumu Maraton. Autorem słów jest Janusz Panasewicz a kompozytorem Jan Borysewicz

## Twórcy
- Janusz Panasewicz – śpiew
- Jan Borysewicz – gitara solowa, gitara rytmiczna
- Krzysztof Kieliszkiewicz – gitara basowa
- Kuba Jabłoński – perkusja
- Rafał Paczkowski – instrumenty klawiszowe